# Matt Healy
Matt Healy (* 8. dubna 1989 Londýn) je anglický písničkář, hudební producent a zpěvák pop rockové kapely The 1975.
Je čtyřnásobným držitelem Brit Awards a dvou cen Ivor Novello. Byl také dvakrát nominován na Mercury Prize a cenu Grammy.

## Život a kariéra
Narodil se 8. dubna 1989 v Londýně, ale vyrůstal v Cheshire. V mládí měl velké problémy s drogami.
Kapelu The 1975 založil v roce 2002 společně se svými spolužáky z Wilmslow High School. Po podepsání smlouvy s nezávislou hudební nahrávací společností Dirty Hit skupina vydala čtyři EP. V roce 2013 vydala své první studiové album, pojmenované podle jména skupiny. Po něm následovaly alba I Like It When You Sleep, for You Are So Beautiful yet So Unaware of It (2016), A Brief Inquiry into Online Relationships (2018), Notes on a Conditional Form (2020) a Being Funny in a Foreign Language (2022).
V průběhu let byl ve vztahu se zpěvačkami jakou je Halsey nebo Taylor Swift.
Je velkým zastáncem práv lidí LGBTQ+ komunity.

## Diskografie

#### EP
- Facedown (2012)
- Sex (2012)
- Music for Cars (2013)
- IV (2013)

#### Studiová alba
- The 1975 (2013)
- I Like It When You Sleep, for You Are So Beautiful yet So Unaware of It (2016)
- A Brief Inquiry into Online Relationships (2018)
- Notes on a Conditional Form (2020)
- Being Funny in a Foreign Language (2022)